# René Han
René Han, né le 16 août 1930 à Dijon, est PDG de la chaîne française de télévision publique FR3, de décembre 1986 à août 1989. D'origine chinoise mais élevé dans une famille d'adoption française, il a également écrit le récit autobiographique de son parcours original.

## Biographie
Fils d'un Chinois de la haute société lettrée envoyé en France au temps de Tchang Kaï-chek pour compléter sa formation dans une université occidentale, René Han est né à Dijon le 16 août 1930. Bébé de neuf mois, il est alors placé en nourrice dans une humble famille vigneronne à Perrigny-lès-Dijon, un petit village proche de l'agglomération dijonnaise (1931). Quelques années plus tard, la guerre sino-japonaise oblige ses parents à rentrer précipitamment en Chine. Ils laissent l'enfant en Bourgogne où la nourrice est chargée de le garder jusqu'à leur prochain retour. Ce retour n'aura jamais lieu : l'enfant vit toute sa jeunesse dans ce village.
À ses dix-huit ans, son père, devenu général de Tchang Kaï-chek et gouverneur d'une province, lui propose de venir le rejoindre : René Han refuse (1948). Après des études à Dijon puis à Paris, il entre à la télévision française en 1952. Il y fait carrière : il gère par exemple le budget de Cinq colonnes à la une. Fin connaisseur de l'organisation complexe des télévisions régionales et passionné de culture, il devient président-directeur général de FR3 de décembre 1986 à août 1989. Au départ de ce poste, il s'intéresse sérieusement à ses parents, adoptifs et naturels. Il entreprend alors une quête personnelle sur ses origines franco-chinoises et se consacre à l'écriture.
Son père, il ne le retrouvera qu'en 1972, lors d'un séjour à Taïwan, quarante ans après leur séparation. Quant à sa mère, il ne saura ce qu'elle est devenue que bien plus tard, lors d'un voyage en Chine au début des années 1990. René Han a écrit un récit autobiographique ( Un Chinois en Bourgogne, avant-mémoires ) suivi plus tard d'un récit de son voyage en Chine, sur les traces de sa famille ( Un Bourguignon en Chine ).

## PDG de FR3 (1986-1989)
Nommé le 3 décembre 1986 par la CNCL, nouvellement créée par le gouvernement Chirac en remplacement de la Haute Autorité de la communication audiovisuelle, René Han veut réorienter les programmes nationaux de FR3 vers une mission plus culturelle. Il nomme responsable des programmes Yves Jaigu, l'ancien directeur de France Culture (1975-1984) et propose à Georges Duby d'être responsable des émissions culturelles. Thalassa passe ainsi de la seconde partie de soirée au vendredi soir à 20h45, le théâtre s’installe à une heure de grande écoute tous les mercredis soir (20h45) et Questions pour un champion démarre en novembre 1988. En 1987, Pierre-André Boutang se voit confier une émission, Océaniques, et autorise la rediffusion d'anciens chefs-d'œuvre de télévision (Les Heures chaudes de Montparnasse de Jean-Marie Drot par exemple). Par ailleurs, le lancement de La Classe en 1987, juste à la suite du 19/20, permet également à la chaîne de conserver son public « France profonde » jusqu’au prime-time. Le 10 août 1989, dans un souci de renforcement de l’audiovisuel public face à la concurrence privée, le CSA réunit Antenne 2 et FR3 sous une présidence commune, en la personne de Philippe Guilhaume. René Han, nommé sous un gouvernement de droite, ne retrouve pas de poste à haute responsabilité à la télévision.

## Œuvres littéraires
- Un Chinois en Bourgogne, avant-mémoires, Perrin, 1992.  (ISBN 2-262-00864-7)

Autobiographie racontant une aventure humaine peu commune, marquée par une relation affective forte avec des parents bourguignons d'adoption et l'évocation de la découverte de la différence raciale dans la France du milieu du XXe siècle.
Ce récit a obtenu plusieurs prix : prix Bourgogne de littérature (1992), prix littéraire du Rotary d'expression française (1993), prix de l'Académie française (1993).
- Un Bourguignon en Chine, Perrin, 1994.  (ISBN 2-262-01008-0)

Récit d'une enquête effectuée en Chine (1992-1993) sur les traces de sa mère qui l'avait abandonné soixante plus tôt, en 1933. René Han apprendra de déchirants secrets de famille dans une Chine alors tourmentée.
- Le Chinois de Sainte-Hélène, Plon, 1998.  (ISBN 2-259-18159-7)

Roman d'aventure évoquant les liens entre un coolie chinois d'origine aristocratique et l'empereur Napoléon, face à l'adversité de l'île et des Anglais.